# Massimiliano Vieri
Massimiliano (Max) Vieri (Sydney, 1 september 1978) is een voetballer met de Italiaans-Australische dubbelnationaliteit. Hij is de jongere broer van Christian Vieri, spits van het Italiaans nationaal elftal.
Vieri groeide op in Sydney, een stad met een van de grootste Italiaanse gemeenschappen ter wereld, waar zijn vader Roberto Vieri vanaf 1976 als aanvaller bij profclub Marconi Fairfield speelde. Vieri speelde in de jeugd van Marconi totdat het gezin terugkeerde naar Italië. Hij kwam in 1996 bij Juventus, maar Vieri speelde geen enkel duel in het eerste elftal van de topclub. Sindsdien stond hij onder contract bij kleinere clubs uit de Serie C en Serie B. Vieri debuteerde in 2004 voor het Australisch nationaal elftal in een oefenwedstrijd tegen Turkije. Hij speelde 6 interlands.

## Clubstatistieken
| seizoen    | club                           | land   | competitie | wed. | goals |
| ---------- | ------------------------------ | ------ | ---------- | ---- | ----- |
| 1996/03    | Juventus                       | Italië | Serie A    | 0    | 0     |
| 1997/98    | AC Prato (huur)                | Italië | Serie C1   | 15   | 1     |
| 1998/99    | Alma Juventus Fano 1906 (huur) | Italië | Serie C2   | 22   | 5     |
| 1999/00    | US Brescello (huur)            | Italië | Serie C1   | 30   | 12    |
| 2000/01    | AC Ancona (huur)               | Italië | Serie B    | 25   | 9     |
| 2001/02    | AC Ancona (huur)               | Italië | Serie B    | 36   | 12    |
| 2002/03    | Hellas Verona (huur)           | Italië | Serie B    | 27   | 6     |
| 2003/04    | SSC Napoli                     | Italië | Serie B    | 29   | 5     |
| 2004/05    | Ternana Calcio                 | Italië | Serie B    | 18   | 4     |
| 2005       | US Triestina                   | Italië | Serie B    | 1    | 0     |
| 2006       | AC Arezzo                      | Italië | Serie B    | 6    | 0     |
| 2006/07    | Novara Calcio                  | Italië | Serie C1   | 29   | 3     |
| 2007/08    | Calcio Lecco 1912              | Italië | Serie C1   | 30   | 7     |
| 2008/      | AC Prato                       | Italië | Serie C2   | 38   | 8     |
| Bijgewerkt | 13-07-2010                     |        |            |      |       |